# Petrolisthes kranjiensis
Petrolisthes kranjiensis is een tienpotigensoort uit de familie van de Porcellanidae. De wetenschappelijke naam van de soort is voor het eerst geldig gepubliceerd in 1970 door Johnson.